# Planina v Podbočju
Planina v Podbočju – wieś w Słowenii, w gminie Krško. W 2018 roku liczyła 28 mieszkańców.